# 皆戸町 (名古屋市)
皆戸町（みなとまち）は、愛知県名古屋市中区の地名。

## 歴史

### 町名の由来
清洲越しの町で、正万寺町下ノ切と称していたが、戸・障子職人ばかり居住していたことから1687年（貞享4年）に改称されたものである。

### 沿革
- 1871年（明治4年）9月29日 - 正万寺町を編入する[1]。
- 1878年（明治11年）12月20日 - 名古屋区成立に伴い、同区皆戸町となる[5]。
- 1889年（明治22年）10月1日 - 名古屋市成立に伴い、同市皆戸町となる[5]。
- 1908年（明治41年）4月1日 - 西区成立に伴い、同区皆戸町となる[1]。
- 1944年（昭和19年）2月11日 - 栄区成立に伴い、同区皆戸町となる[1]。
- 1945年（昭和20年）11月3日 - 栄区廃止に伴い、中区皆戸町となる[1]。
- 1966年（昭和41年）3月30日 - 住居表示実施に伴い、1〜3丁目が丸の内一丁目、3・4丁目が錦一丁目に編入され消滅[1]。

## 施設
- 七町尋常小学校[6]

## 人物
- 金森徳次郎 - 1886年（明治19年）当町に生まれる[7]